# Mahindra Xylo
Mahindra Xylo — минивэн, выпускавшийся в 2009—2019 годах индийским автопроизводителем Mahindra & Mahindra.

## История
Проект анонсирован компанией в 2006 году. Модель построена на платформе рамы от внедорожника Mahindra Scorpio, с модификацией шасси. Увеличена колёсная база минивэна и проведён ряд доработок. Разработка обошлась компании в 5,5 млрд. рупий.
Двигатель — лицензионный 2,5-литровый дизель Peugeot XD3TE, коробка передач — 5-ступенчатая «механика». Привод — только передний.
Предлагалась в пяти комплектациях: D2, D4, H6, H8 и H9. В стандартную комплектацию входили две передние подушки безопасности и ABS с EBD.
Модель представлена в январе 2009 года, продажи начаты в марте этого же года. За первый месяц продаж реализовано более 3000 единиц, однако затем продажи медленно снижались, и широко распространено мнение, что продажи не оправдали ожиданий компании. В июне 2012 года число проданных машин перешагнуло отметку в 100 000 единиц.
В 2012 году проведён рестайлинг передней части, стал доступен новый 2,2-литровый турбодизель DW12 с новой коробкой передач.
В июне 2019 года компания объявила о прекращении производства из-за ужесточения стандартов безопасности и экологических требований, вступивших в силу в Индии в марте 2020 года. В модельном ряду компании Mahindra Scorpio заменена вышедшим в 2018 году минивэном Mahindra Marazzo.

## Галерея
- 2009-2012, до рестайлинга